# Vicia venulosa
Vicia venulosa är en ärtväxtart som beskrevs av Pierre Edmond Boissier och Rudolph Friedrich Hohenacker. Vicia venulosa ingår i släktet vickrar, och familjen ärtväxter. Inga underarter finns listade i Catalogue of Life.